# Мейтар
Мейтар или Метар (ивр. מיתר‎) — местный совет в Южном округе Израиля. Его площадь составляет 16 696 дунамов. Среднегодовая норма осадков — 300 мм.

## История
Поселение было основано в 1984 году бывшим мэром Омера в районе перекрёстка Шокет, на южных отрогах Хевронских гор. Для этого была создана организация, целью которой было создание поселения сельского типа «Омер Б» под самоуправлением жителей. Это был первый населённый пункт в Израиле, созданный по инициативе жителей, при полном финансировании ими и без поддержки крупной государственной организации (например, Сохнут). По первым оценкам, на этой территории можно было поселить 2 500 семей.
На первом этапе были разыграны 1000 участков, кандидаты отбирались комиссией посёлка. Одним из критериев отбора было прохождение военной службы; большая часть первых поселенцев состояла из работников IAI, Камаг, заводов Мёртвого моря и группы религиозных, собиравшихся основать свой посёлок.

## Планировка и учреждения
Посёлок состоит исключительно из частных домов с прилегающими участками. В центре находятся культурные и административные учреждения — библиотека, бассейн, торговый центр, спортзал. Состоит из семи районов.
В Мейтаре 10 детских садов, две государственные и одна религиозная начальные школы, средняя школа (только до 9 класса). Заканчивают школу ученики в основном в средней школе Омера или региональной школе «Эшель ха-Наси».

## Население
По данным Центрального статистического бюро Израиля, население на начало 2020 года составляло 9 418 человек.
График роста населения Мейтара:
Естественный прирост населения — 2,8 %.
65,6 % учеников получают аттестат зрелости.
Средняя зарплата на 2007 год — 10 924 шекелей.